# Thargelia rosacae
Thargelia rosacae là một loài bướm đêm trong họ Noctuidae.